# Municipio de Altoona
El municipio de Altoona (en inglés: Altoona Township) es un municipio ubicado en el condado de Beadle en el estado estadounidense de Dakota del Sur. En el año 2010 tenía una población de 82 habitantes y una densidad poblacional de 0,89 personas por km².

## Geografía
El municipio de Altoona se encuentra ubicado en las coordenadas 44°35′21″N 98°24′9″O / 44.58917, -98.40250. Según la Oficina del Censo de los Estados Unidos, el municipio tiene una superficie total de 92.28 km², de la cual 92,28 km² corresponden a tierra firme y (0 %) 0 km² es agua.

## Demografía
Según el censo de 2010, había 82 personas residiendo en el municipio de Altoona. La densidad de población era de 0,89 hab./km². De los 82 habitantes, el municipio de Altoona estaba compuesto por el 98,78 % blancos y el 1,22 % eran de una mezcla de razas. Del total de la población el 0 % eran hispanos o latinos de cualquier raza.